# Befunge
Befunge — це стекова езотерична мова програмування. Вона відрізняється від звичайних мов тим, що код програми, написаної на Befunge, розташований у двовимірному просторі інструкцій, а виконання програми може відбуватись у будь-якому напрямку. Кріс Пресі, творець Befunge, мав за мету створити мову з якнайскладнішим процесом компіляції. Befunge вважається двовимірною, оскільки програма, написана нею, записується в таблицю, по якій в різних напрямках переміщується вказівник інструкцій, виконуючи команди, розміщені в клітинках даної таблиці. Дана таблиця має можливість згортатись у тор на випадок виходу вказівника інструкцій за межі рядка, причому напрямок вказівника буде збережено, а процес виконання програми продовжиться.

## Історія
Мова була створена Крісом Пресі у 1993 році як одна з перших двовимірних мов програмування загального призначення, основою яких є таблиця символів ASCII. Також існує низка розширень до оригінальної специфікації «Befunge-93», серед яких варто виділити Funge-98, яка розширює концепцію до довільної кількості вимірів і дозволяє багатопотокове виконання, використовуючи декілька вказівників інструкцій, що працюють одночасно в одному просторі. Розширення та різновиди Befunge називаються Fungeoids або просто Funges.
Специфікація Befunge-93 обмежує кожну дійсну програму сіткою з 80 інструкцій по горизонталі на 25 інструкцій по вертикалі. Виконання програми, що перевищує ці межі, «завертається» до відповідної точки з іншого боку сітки. Програма Befunge таким чином топологічно еквівалентна тору. Оскільки програма Befunge-93 може мати лише один стек, а значення чисел у ньому мають обмеження за розміром, мова Befunge-93 не є повною за Тюрінгом (однак, було показано, що Befunge-93 може бути повною за Тюрінгом при умові довільної довжини числа у стеку, а не такої, що обмежена типом даних signed long int, як вказано у документації до Befunge-93). Пізніша специфікація Funge-98 забезпечує повноту Тюрінга шляхом зняття обмежень щодо розміру програми: замість того, щоб загортатись поза фіксованої межі, рух вказівника інструкцій Funge-98 працює за моделлю, яка отримала назву «Lahey-space» (на честь його автора, Кріса Лахея). У цій моделі сітка поводиться як тор обмеженого розміру стосовно згортки, але при цьому дозволяє йому розширюватись нескінченно.

## Компіляція
Як зазначалося, основною причиною створення Befunge було бажання створити мову, яку складно компілювати. Це було зроблено за допомогою впровадження мінливого коду (інструкція p може записувати нові вказівки на поле) та багатовимірного поля (одна і та ж інструкція може виконуватися в чотирьох різних напрямках).
Згодом ці перешкоди були певною мірою подолані за допомогою компіляторів Befunge, написаних за новими відповідними методиками.
Компілятор bef2c, що входить до стандартного дистрибутиву Befunge-93, використовує потоковий код. Кожна інструкція компілюється в фрагмент коду С, а управління протікає через фрагменти так само, як це робиться в інтерпретаторі Befunge. Зауважте, що компілятор bef2c є невірним, оскільки він не обробляє ані інструкції p, ані рядкового режиму, попри те, що реалізувати не було є неможливо (мова С може просто бути непідходящою для цього).
Іншим прикладом може бути компілятор Betty. Цей компілятор розглядає всі можливі прямі вказівки як підпрограму, і якщо інструкція p змінює цю підпрограму, ця підпрограма перекомпілюється. Це цікавий варіант JIT-компіляції, оскільки багато вказівок можна виконувати в готовому коді, не втручаючись при цьому у рішення щодо реєстру напрямків.

## Зразок коду Befunge-93
Нижче наведений код для генерування випадковий чисел, що може слугувати ілюстрацією техніки використання стрілок для зміни керуючого потоку. Вказівник інструкції Befunge починається у верхньому лівому куті і рухатиметься праворуч, якщо не буде перенаправлений за іншим напрямком. Слідом за стрілками навколо ? інструкції надсилають свій вказівник у випадкових напрямках, поки він не потрапить на цифру, помістивши її у стек. Після цього стрілки переходять до ., щоб вивести цифру зі стека та повернути вказівник до першого спрямованого рандомайзера. Оскільки відсутній символ @ для припинення роботи програми, даним кодом генерується нескінченний потік випадкових чисел від 1 до 9. 
```
 
v>>>>>v

 
12345

 
^?^

 
>
 
?
 
?^

 
v?v

 
6789

 
>>>>
 
v

 
^
  
.
<

```

 Наступний код є прикладом стандартної програми «Hello World!». Спочатку букви «olleH» записуються на вершину стеку як числа ASCII. Потім вони виходять зі стеку в порядку LIFO і виводяться як текстові символи, щоб вивести слово «Hello». Пробіл, символ з кодом 32 у таблиці ASCII, тут будується множенням чисел 4 і 8, перш ніж виводитись як текст. Неважко помітити, що синтаксис операцій реалізовано постфіксно, тобто спочатку кладуться числа, які беруть участь в операції, а тоді сам знак операції (у цьому випадку — множення). Решта коду виводить слово «World» аналогічним чином: вийшовши зі стрічкового режиму, оператор , послідовно виводить значення з верхівки стеку на екран та забирає їх зі стеку, після чого символ з кодом 10 у таблиці ASCII (символ переміщення курсору на новий рядок) реалізується множенням чисел 2 і 5 та виводиться на екран користувача за допомогою оператора ,. Інструкція @ завершує виконання програми. 
```
>
              
v

v
  
,,,,,
"Hello"
<

>
48
*
,
          
v

v
,,,,,,
"World!"
<

>
25
*
,
@

```

 Наступний код є дещо ускладненою версією попереднього. Він додає символ з кодом 10 у таблиці ASCII до стеку, а потім кладе «! Dlrow, olleH» до стеку. Знову ж таки, принцип LIFO означає, що «H» зараз є на вершині стеку і буде виведена на екран першою, «e» — другою, «l» — третьою, і так допоки стек не стане порожнім. Для друку символів програма розпочинає цикл, який спочатку дублює верхнє значення на стеку (тому тепер стек виглядатиме як « \n! Dlrow, olleHH»). Тоді операція _ видасть дубльоване значення і піде праворуч, якщо це нуль, у іншому випадку — ліворуч. Коли значення рухається ліворуч, верхнє значення виводиться як символ ASCII . Потім він дублює наступний символ і циклічно повертається до тесту _ , продовжуючи друкувати решту стеку, поки він не є порожнім, і тому наступне значення, що з'явилося, дорівнює нулеві, після чого @ закінчує програму. 
```
 
>
25
*
"!dlrow ,olleH"
:
v

         
v
:,
_@

         
>
 
^

```

Наступний код ілюструє виведення символів у циклі. Тут за допомогою символу ` відбувається порівняння чисел, на кожному кроці додаючи 1, щоб збільшити кількість символів «*», які виведуться на екран. Інструкцією | ми вказуємо компілятору рухатись вниз, якщо поточне значення числа рівне нулеві, а в іншому випадку — вгору. Це — класичний приклад застосування циклів у мові Befunge. Слід зауважити, що, на відміну від більшості мов програмування, тут цикл дійсно виглядає, як кругове повторення інструкцій з перенаправленням, яке здійснюється за певної умови.
```
1
>
:
5
`
#
@_
:
>
"*"
,
v

         
|
 
:
-
1
<

 
^
+
1
,
+
5
+
5
<

```

Програма-гра, у якій потрібно відгадати число, маючи підказки у вигляді менше/більше щоразу, коли користувач намагається вгадати число. Головний концепт випадковості тут реалізовано за допомогою інструкції ? , яка продовжує рух вказівника у випадковому напрямку.
```
vv
 
<<
                                                                   

    
2
                                                                          

    
^
 
v
 
<
                                                                      

 
v
1
 
<?>
 
3
v
4
                                                                      

    
^
 
^
                                                                      

>>?>?>
 
5
 
^
                                                                   

    
vv
                                                                      

 
v
9
 
<?>
 
7
v
6
                                                                      

    
v
 
v
 
<
                                                                      

    
8
                                                                          

    
>>
 
^
                                                                   

 
vv
 
<<
                                                                  

     
2
                                                                         

     
^
 
v
 
<
                                                                     

  
v
1
 
<?>
 
3
v
4
                                                                     

     
^
 
^
                                                                     

 
>>?>?>
 
5
 
^
                                                                  

     
vvv
,
 
*
 
25
 
<<
                                     

  
v
9
 
<?>
 
7
v
6
 
,,
                                     

     
v
 
v
 
<
""
                                     

     
8
>
 
<
                                     

     
>>
 
^
 
""
 
v
                                    

  
>
 
*
 
:.
>
 
0
 
"! Rebmun tupnI"
>
:
 
#
,
 
_
 
$
 
25
 
*
,:
 
&
:
 
99
p
`
 
|
 
^
 
<
_
0
 
"! Niw uoY"
>
:
 
#
,
 
_
 
$
 
25
 
*
,
 
@
      

      
^
 
<>
:
 
99
g
01
 
-
 
*
 
+
 
^

```

Програма, що виконує перевірку числа на парність. За рахунок простоти виконання цього завдання, головними операціями тут є ділення за модулем % , яке ставить залишок від ділення на вершину стеку, власне число 2, яке знаходиться у стеку з початку виконання програми для виконання перевірки на парність, а також літера «Е» (від «Even» — англ. парне), яка виведеться у випадку підтвердження парності числа.
```
&
2
%
52
**
"E"
+
,
@

```

Приклад програми з коментарями (Befunge-93). Слід зауважити, що компілятор пропускатиме усі символи, які не є командами, але видаватиме користувачеві повідомлення із попередженням, що дана інструкція не підтримується
```
&
 
r
ead
 
a
 
n
u
m
be
r
 
4
+
 
add
 
f
o
u
r
 
.
@
 
d
isp
l
a
y
 
r
e
s
ul
t

  
^
-
 
i
n
l
i
n
e
 
c
omm
e
n
t
 
-
^
     
<
-
^
-
 
b
l
o
c
k
 
c
omm
e
n
t

```

## Список інструкцій Befunge-93
| 0-9 | Розміщення даного числа в стек                                                                                |
| +   | Додавання |
| -   | Віднімання |
| *   | Множення |
| /   | Цілочисельне ділення                                                                                          |
| %   | Остача від ділення                                                                                            |
| !   | Логічне НЕ: Якщо значення на вершині стеку дорівнює нулю, то воно заміняється на 1; в іншому випадку на нуль. |
| `   | Більше, ніж: порівняння a і b, в стек поміщається 1, якщо b > a, інакше нуль.                                 |
| >   | Зсув праворуч                                                                                                 |
| <   | Зсув ліворуч                                                                                                  |
| ^   | Рух вгору |
| v   | Рух вниз |
| ?   | Рух у випадковому напрямку                                                                                    |
| _   | Рухатись праворуч, якщо значення = 0, інакше ліворуч                                                          |
| \|  | Рухатись вниз, якщо значення = 0, інакше вгору                                                                |
| "   | Режим запуску рядка: поміщає в стек значення ASCII кожного символу до наступного "                            |
| :   | Поміщає в стек дублікат вершини                                                                               |
| \   | Змінює два значення на вершині стека                                                                          |
| $   | Вивід вершини стеку та видалення її                                                                           |
| .   | Вивід вершини стеку у вигляді цілого числа, а потім пробіл                                                    |
| ,   | Вивід символа, що відповідає ASCII-коду на верхівці стеку                                                     |
| #   | Пропуск наступної клітинки                                                                                    |
| p   | «PUT»: зі стеку витягуються координати x, y та ASCII-код символу, з цими координатами                         |
| g   | «GET»: зі стеку витягуються координати x та y. У стек поміщається ASCII-код символу з цими координатами.      |
| &   | Розміщення у стеку числа заданого користувачем                                                                |
| ~   | Розміщення у стеку числа заданого користувачем у вигляді у ASCII коду                                         |
| @   | Кінець програми                                                                                               |
|     | Нічого не робить                                                                                              |

Більшість одновимірних мов програмування вимагають певного синтаксичного розрізнення тексту коментаря та вихідного коду — ця відмінність присутня у Befunge, адже, згідно з правилом Brainfuck, будь-який символ, який не знаходиться у наборі +-[]<>,. це коментар. Такі мови як Lisp та Python трактують рядки як коментарі в контекстах, де значення не використовуються. Для вбудовування документації в код програміст просто скеровує контрольний потік навколо області з коментарем, щоб текст у цій області ніколи не виконувався. Принципи коментування змінились із виходом Befunge-98, у якому програміст може оточити блок тексту, який не використовується безпосередньо у програмі, символами ;, що дасть компілятору зрозуміти, що далі слідує фрагмент коментарів.

## Дивитися також
- Brainfuck
- Carnage Heart[en] - гра, що написана подібною мовою
- INTERCAL
- Whitespace
- Екзотеричні мови програмування
- Приклади програм на Befunge [Архівовано 4 грудня 2019 у Wayback Machine.]